# دهنا
دهنا هي بلدة في مقاطعة ده نو في ولاية صرخنداريا في أوزبكستان.